# Lucas Caduff
Lucas Caduff (* 1960) aus Schlans ist ein Schweizer Berufsoffizier (Divisionär).
1988 startete Caduff seine militärische Karriere als Hauptmann in einer Gebirgsfüsilier-Kompanie. Nach einer Weiterbildung zum Infanterieoffizier in Fort Benning (USA) wurde er 1998 Kommandant eines Gebirgsfüsilier-Bataillons. Den Rang eines Brigadier erhielt Caduff 2010 als Kommandant des Lehrverbandes Infanterie. 2016 wurde Caduff Divisionär und 2018 Kommandant der Territorialdivision 3, als solcher war er zuständig für die Sicherheit mehrerer Grossveranstaltungen insbesondere des jährlichen Weltwirtschaftsforums in Davos, aber auch der Alpine Skiweltcup 2020/21 in der Lenzerheide, das nordische Weltcuprennen und der Ukraine Recovery Conference 2022 in Lugano.
Auf eigenen Wunsch ging Caduff Ende Juli 2023 vorzeitig in Pension. Er ist Teil des Organisationskomitees für das Eidgenössische Schützenfest in Chur im Jahr 2026, weiter ist Caduff Präsident der Römisch-katholischen Pfarrkirchenstiftung von Landquart.
Caduff ist verheiratet.